# 瑞扬
瑞扬（法語：Juillan，法語發音：[ʒɥijɑ̃]）是法国上比利牛斯省的一个市镇，位于该省西北部，省会塔布市区西南，属于塔布区和塔布-卢尔德-比利牛斯城市圈公共社区。瑞扬是塔布重要的近郊卫星城。

## 地理
瑞扬（43°12'5"N, 0°1'24"E）面积8.2 平方千米，位于法国奧克西塔尼大區上比利牛斯省西北部，比戈尔地区腹地，距离省会塔布市区大约5公里。
与瑞扬接壤的市镇（或旧市镇、城区）包括：伊博斯、阿泽雷克斯、卢埃、奥多斯、塔布。
瑞扬的时区为UTC+01:00、UTC+02:00（夏令时）。

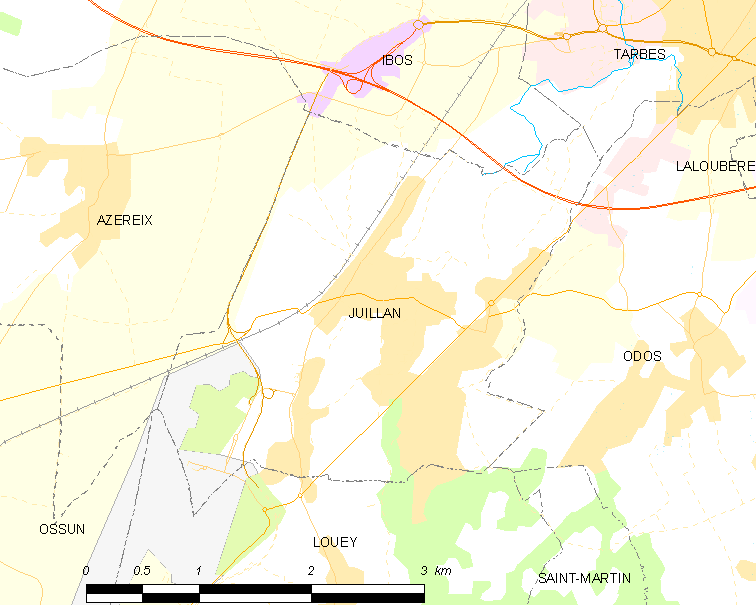
瑞扬的OSM定位图

## 行政
瑞扬的邮政编码为65290，INSEE市镇编码为65235。

## 政治
瑞扬所属的省级选区为奥桑县。

## 交通
上比利牛斯省省道D7线、D921线和D936线在瑞扬境内交汇，塔布城市公共交通提供可前往塔布市区的公交线路。

## 人口

1962-2008年间瑞扬人口变化图示

瑞扬于2022年1月1日时的人口数量为4019人。